# Ballaruga

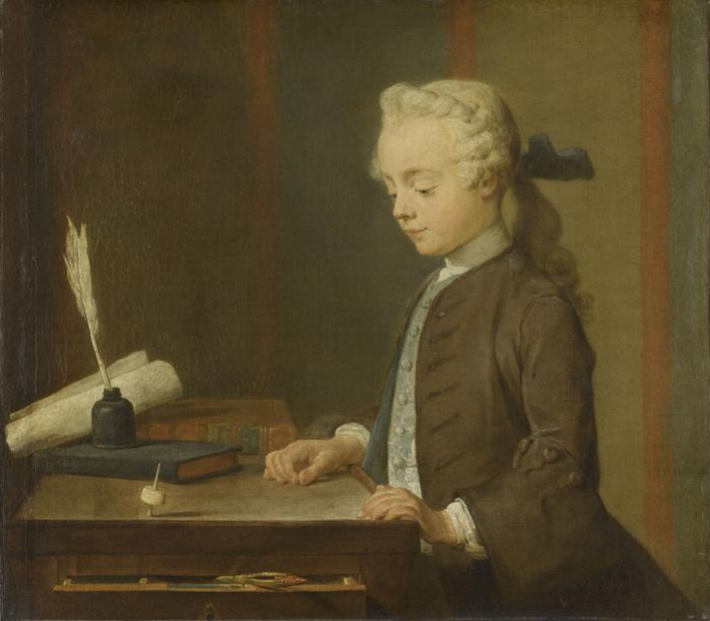
Infant jugant amb una ballaruga. Pintura de Jean-Baptiste Chardin : L'enfant au toton, cap a 1735, París, Museu del Louvre.

El terme ballaruga, balladora o balladura Val., ventureta o virolet designa dues menes de joguines que, tot i ser semblants, són molt diferents conceptualment.
- Ballaruga joguina: la definició genèrica indica una mena de baldufa petita, de forma indeterminada i sense cap posició preferent en estat de repòs, que es fa girar amb dos dits. Actuant sobre una petita tija que sobresurt.[3]
- Ballaruga per jocs d'atzar: la definició particular fa referència a un petita baldufa que es fa girar amb dos dits, que disposa d'un cos de secció quadrada o poligonal que, quan s'atura, té posicions predeterminades de repòs. Aquest cos del rotor acostuma a tenir cares marcades (tantes com els costats del polígon de la secció) amb lletres, signes o paraules. Aquestes marques poden ser usades per a jugar fitxes o diners. Segons regles predeterminades.

## Història

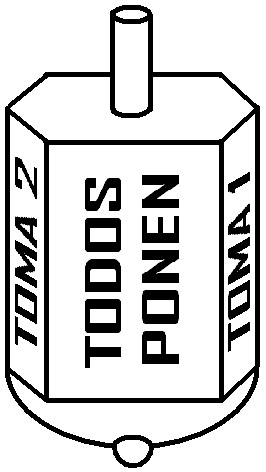
Dibuix d'una ballaruga de sis cares, marcada en espanyol.

### Joguines
Les ballarugues joguina són tan antigues com difícils de documentar amb precisió.

### Imperi Nou d'Egipte
Hi ha ballarugues egípcies del voltant del 1.500 aC. Un exemplar d'ivori, amb quatre cares, s'esmenta amb unes dimensions de 1,7x 1,5 cm.
Un altre exemple d'època semblant és el d'una ballaruga d'ivori de Qaw al-Kebir. Té la forma d'una piràmide truncada, amb quatre cares marcades amb 1,2,3 i 4 punts, respectivament. Les dimensions són de 2,4x2x1,4 cm. No té tija però conserva el forat que la devia allotjar.

### "Totum"
Pel que fa a les ballarugues associades als jocs d'atzar, sembla que els antics romans ja coneixien una versió amb quatres cares. La ballaruga romana era anomenada totum. Consistia en un cub travessat per una tija que feia d'eix. La part inferior era curta i disposava d'un punta, destinada a permetre el gir sense gaire fregament. La part superior de la tija era un xic més llarga, permetent fer girar la ballaruga amb dos dits d'una mà. Generalment estaven fetes d'ivori o d'os.)
Les quatre cares de les ballarugues romanes estaven marcades de la manera següent:
- lletra A, del llatí aufer, agafa (indicant que el jugador que havia tirar havia d'agafar una unitat del munt de peces en joc; monedes, avellanes, nous, …)
- lletra D, del llatí depone, posar (indicant que calia afegir una peça al munt)
- lletra N, del llatí nihil, res (el jugador de torn es quedava igual)
- lletra T, del llatí totum, tot (el jugador es quedava totes les peces del munt)

El nom de la baldufeta romana, totum, venia de la cara "totum". Hi ha versions diferents de les marques a les cares.

### El “toton” del Pantagruel
François Rabelais, en la seva obra Pantagruel (1532), va fer referència al joc basat en la ballaruga.
| «                                      | ... A pille, nade, jocque, fore... | » |
| — François Rabelais.Pantagruel. 1532 . |                                    |   |

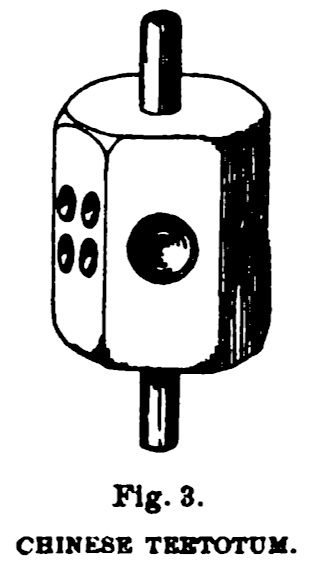
Ballaruga xinesa. 1893.
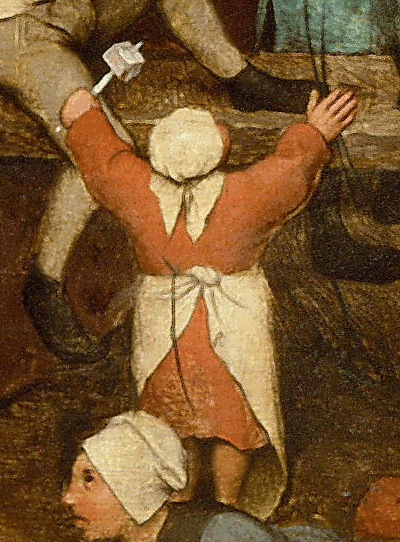
Nena amb una ballaruga. Detall de “Nens jugant”. Pieter Brueghel el Vell. 1560
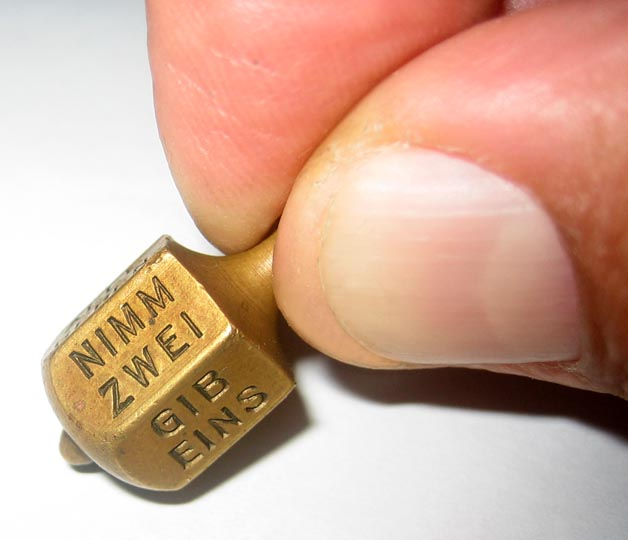
Ballaruga de sis cares, marcades en alemany.

## Dreydl

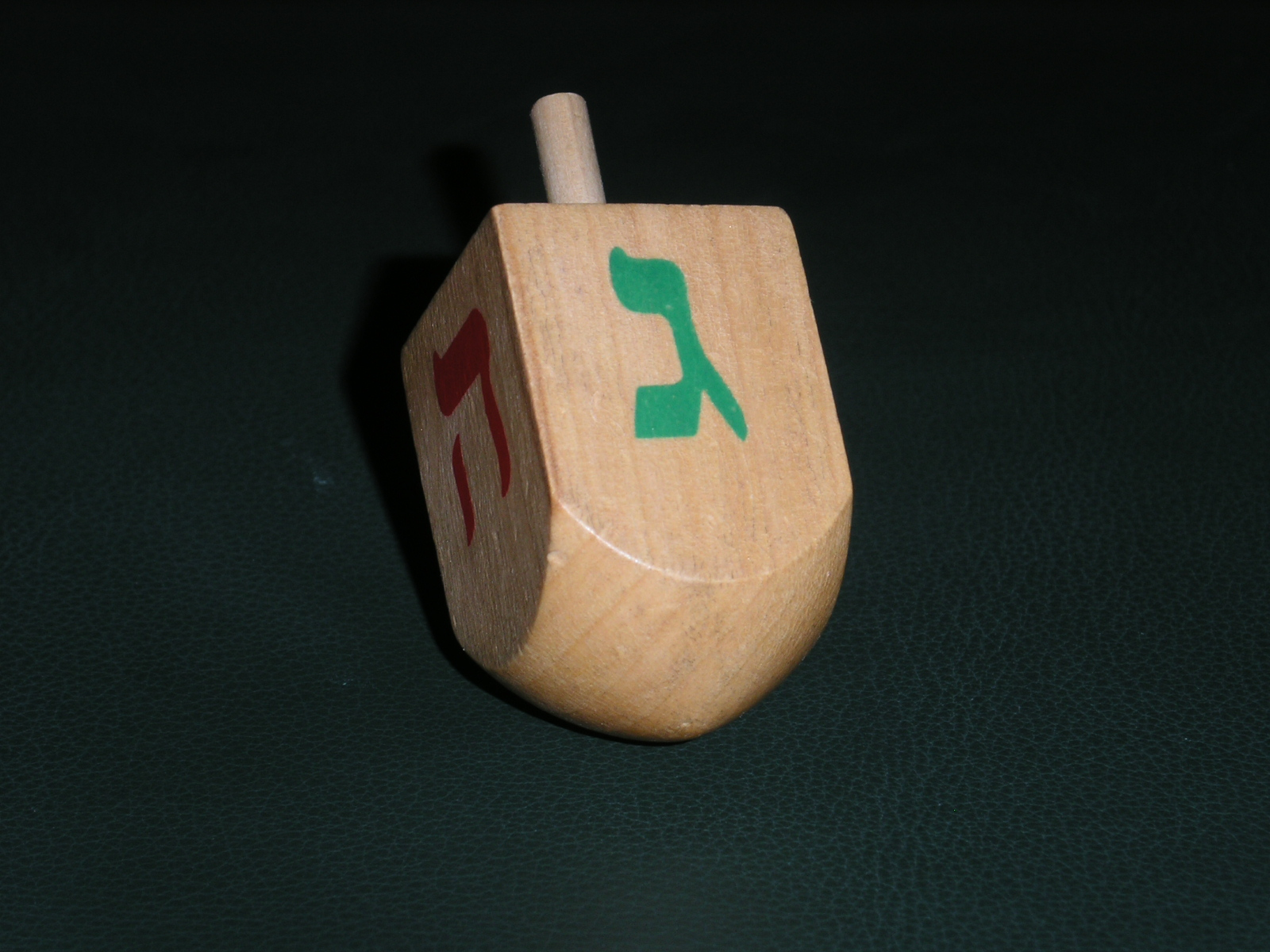
Dreidel.